# Proyecto de referéndum sobre la economía griega de 2011

Ubicación de Grecia en la Unión Europea.

Durante la crisis de la deuda soberana en Grecia, se propuso en 2011 realizar un referéndum sobre la economía griega para decidir si Grecia estaba dispuesta a aceptar las condiciones impuestas por la Comisión Europea, el Fondo Monetario Internacional (FMI) y el Banco Central Europeo (BCE) para conceder préstamos económicos a las instituciones griegas, condiciones que permitían realizar una quita del 50% de la deuda griega contraída con instituciones de crédito privadas.

## Desarrollo
El 10 de mayo de 2010, frente a la inminente quiebra de Grecia, la Comisión Europea y el Consejo de Asuntos Económicos y Financieros acordaron la aplicación de un primer rescate, que implicó que el gobierno griego realizara importantes ajustes y recortes económicos internos, en aplicación de un plan de austeridad que provocó malestar social y protestas, y cuya ejecución era consecuencia del préstamo contraído. La Troika (Comisión, BCE y FMI), ofreció a Grecia un segundo préstamo de rescate por valor de 130.000 millones de euros en octubre de 2011, siendo su activación estrictamente condicional a la implementación de más medidas de austeridad y a un acuerdo de reestructuración de su deuda.
El 31 de octubre de 2011, el primer ministro George Papandreou anunció el referéndum, provocando convulsiones en los mercados y abrir la posibilidad del abandono de la eurozona y la UE, al anunciar que se consultaría la decisión de aceptar o no el segundo plan de rescate propuesto por la Cumbre de la Comisión Europea, el BCE y el FMI, que anteriormente ya había sido pactado. Encuestas realizadas apenas unos días antes del anuncio, mostraban que en torno al 60% de la población griega estaba en contra de las condiciones impuestas.
La propuesta de consulta popular finalmente fue retirada tras las presiones por parte del resto de Estados de la UE, especialmente de la canciller alemana Angela Merkel y el presidente francés Nicolás Sarkozy, llegando alguno de los Estados de la UE a amenazar con no entregar un pago pendiente de 6.000 millones de euros que Grecia necesitaba hacia mediados de diciembre. Así, el 3 de noviembre el Primer ministro anunció que había decidido no realizar el referéndum anunciado si los partidos de la oposición votaban a favor del acuerdo con la Comisión. Tras la polémica provocada por el anuncio del referéndum y votarse en el gobierno una moción de confianza contra él el 4 de noviembre, Papandreu dimitió. Las negociaciones para el nombramiento de un nuevo primer ministro se alargarían durante cuatro días hasta lograr un acuerdo entre las principales fuerzas políticas. El 1 de noviembre de 2011 se cesó a la cúpula militar por temor a un Golpe de Estado. El primer ministro elegido fue el economista Lukás Papadimos, quien tomó posesión de su cargo el día 11 de noviembre de 2011. Posteriormente se canceló el referéndum propuesto y nunca se lo llevó a cabo durante el gobierno de Papadimos. De haberse producido, habría sido el primer referéndum en el país desde 1974.